# Angelica Lee
Angelica Lee Sin-Jie (cinese tradizionale: 李心潔; cinese semplificato: 李心洁; pinyin: Lǐ Xīnjié; Kedah, 23 gennaio 1976) è una cantante e attrice malaysiana naturalizzata cinese.
Ha dato avvio alla sua carriera nel mondo della musica, trasferendosi poi gradualmente nell'ambito della recitazione, affermandosi soprattutto a Taiwan ed Hong Kong. Ha recitato in The Eye, il popolare film horror asiatico dei fratelli Pang che ha riscosso successo anche in Europa, ottenendo il cavallo d'oro come "Miglior attrice"; è stata dichiarata "Miglior attrice" anche allo Hong Kong Film Festival ed allo Hong Kong Golden Bauhinia Award. È stata una dei pochissimi artisti asiatici ad aver ricevuto un premio nel Festival di Berlino, come "Migliore attrice esordiente" per il suo ruolo nel film del 2004 Betelnut Beauty.
Lee ha recitato anche nel film 20 30 40 (insieme alla stessa persona che aveva scoperto il suo talento, Sylvia Chang Ai Jia), ed in Koma. Ha lavorato di nuovo insieme ai fratelli Pang nel film Re-cycle, visualizzato anche al Festival di Cannes 2006.
Ha una relazione con il regista Oxide Pang. Parla cinque lingue: cinese, dialetto Hokkien, malese, cantonese e inglese.

## Biografia
Lee è nata il 23 gennaio 1976 ad Alor Setar, Kedah, in Malaysia, da una famiglia di origini modeste. Durante gli anni scolastici, Lee ha partecipato attivamente a diverse competizioni canore, vincendo numerosi premi, oltre che in alcune competizioni sportive. Alla scuola secondaria Keat Hwa è stata nominata capo del club di teatro della scuola. Nel 1995, a 19 anni, Lee è stata scoperta da Sylvia Chang ad un'audizione canora tenutasi a Kuala Lumpur.

## Filmografia
- The Thieves (2012)
- Missing (2008)
- The Drummer (2007)
- Road to Dawn (2007)
- Re-cycle (Gwai wik) (2006)
- Mini (2006)
- Love's Lone Flower (2005)
- Divergence (2005)
- A-1 Headline (2004)
- Koma - Vittima di una preda (2004)
- 20 30 40 (2004)
- Golden Chicken 2 (2003)
- The Eye (2002)
- Princess D (2002)
- Robinson's Crusoe (2002)
- Betelnut Beauty (2001)
- The Sunshine Cops (1999)

## Discografia
- 1996: 同一個星空下
- 1998: Bye Bye 童年
- 1999: 第三代李心潔 裙擺搖搖
- 2000: 愛像大海
- 2003: Man & Woman

## Doppiatrici italiane
Nelle versioni in italiano dei suoi film, Angelica Lee è stata doppiata da:
- Valentina Mari in Koma - Vittima di una preda
- Barbara De Bortoli in The Eye
- Gemma Donati in The Thieves
- Perla Liberatori in Out of Inferno